# ييغور بارخومينكو
ييغور بارخومينكو هو لاعب كرة قدم بيلاروسي، ولد في 7 يناير 2003 في غرودنو في بيلاروس. لعب مع نيمان غرودنو.